# Glen Park
Glen Park är ett municipalsamhälle (village) i Jefferson County i delstaten New York. Vid 2010 års folkräkning hade Glen Park 502 invånare.